# ورسو (ویرجینیا)
ورسو (به انگلیسی: Warsaw) یک شهر در ایالات متحده آمریکا است که در شهرستان ریچموند، ویرجینیا واقع شده‌است. ورسو ۷٫۹ کیلومتر مربع مساحت و ۱٬۵۱۲ نفر جمعیت دارد و ۴۰ متر بالاتر از سطح دریا واقع شده‌است.